# Zhou Yaqin
Zhou Yaqin, född 12 november 2005, är en kinesisk gymnast.

## Karriär
Vid världsmästerskapen i artistisk gymnastik 2023 tog hon silver i bom.